# Pesac

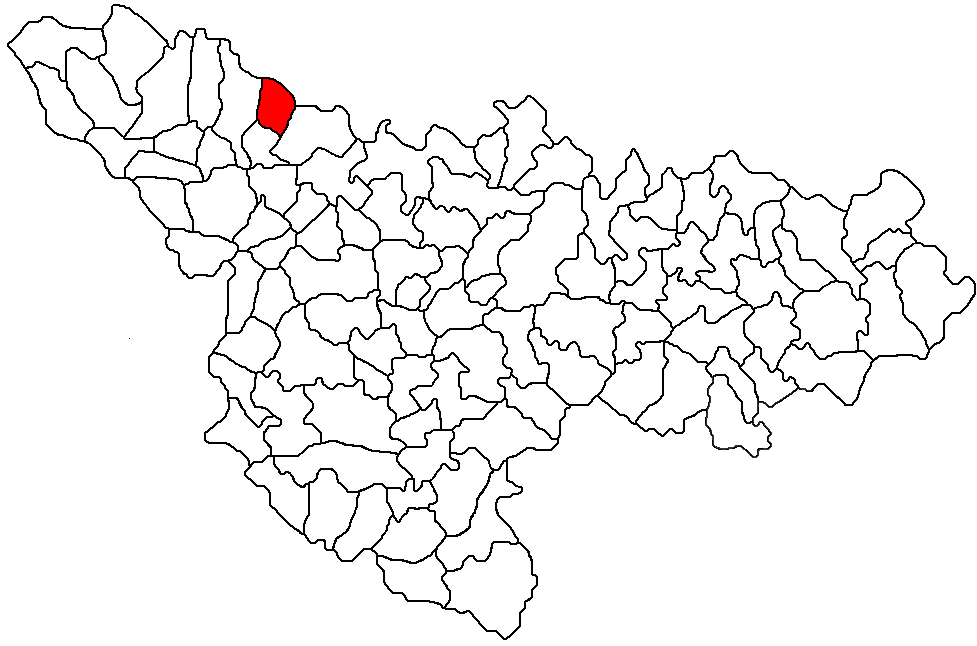
Lage von Pesac im Kreis Timiș

Pesac (deutsch Pesak, ungarisch Pészak, Pésznack) ist eine Gemeinde im Kreis Timiș, in der Region Banat, im Südwesten Rumäniens.

## Geografische Lage
Pesac liegt im Nordwesten des Kreises Timiș, 25 km östlich von Sânnicolau Mare und 44 km nordwestlich von Timișoara, an der Kreisstraße DJ692 Lovrin-Periam.

## Nachbarorte
| Sânnicolau Mare | Sânpetru Mare                               | Periam |
| Tomnatic        | Kompassrose, die auf Nachbargemeinden zeigt | Variaș |
| Lovrin          | Bulgăruș                                    | Șandra |

## Geschichte
1399 erscheint der Ort erstmals in einer ungarischen Urkunde unter der Bezeichnung „Puerseegh“. 1426 wurde er unter dem Namen „Pwrsegh“ erwähnt und 1549 hieß er „Persek“. 1768 kamen Rumänen aus dem benachbarten Sânpetru Sârbesc (heute: Sânpetru Mare) nach Pesak. 1774 war „Pesak, ein walachisches Dorf“.
1799 bringt der Grundherr Bayzath 62 Familien rumänische Leibeigene aus der Gegend um Hermannstadt. Später brachte sein Bruder deutsche Kolonisten aus den umliegenden Dörfern.
Am 4. Juni 1920 wurde das Banat infolge des Vertrags von Trianon dreigeteilt. Der größte, östliche Teil, zu dem auch Pesak gehörte, fiel an das Königreich Rumänien.
Bis 2007 gehörte Pesac verwaltungsmäßig zu der Gemeinde Periam. Seit 2007 ist Pesac eine eigenständige Gemeinde.

## Demografie
| 1880 | 2953 | 2202 | 13 | 627 | 111            |
| 1910 | 2986 | 2223 | 97 | 479 | 187            |
| 1930 | 2721 | 2018 | 51 | 458 | 194            |
| 1977 | 2213 | 1999 | 10 | 123 | 81             |
| 2002 | 2162 | 1887 | 12 | 13  | 250            |
| 2021 | 1835 | 1333 | 2  | 4   | 496 (133 Roma) |